# Bungendore
Bungendore – miasto w Australii, w stanie Nowa Południowa Walia.